# Schizocosa altamontis
Schizocosa altamontis là một loài nhện trong họ Lycosidae.
Loài này thuộc chi Schizocosa. Schizocosa altamontis được Ralph Vary Chamberlin miêu tả năm 1916.